# Under the Red Sky
Under the Red Sky – 27. album studyjny nagrany przez Boba Dylana pomiędzy styczniem a marcem 1990 r. i wydany w tym samym roku

## Historia i charakter albumu
Kiedy nowy album Under the Red Sky ukazał się 11 września 1990 r., stał się z miejsca przyczyną największej kontrowersji wśród fanów (pozostałych) Dylana. Część uważała go za najgorszy album z oryginalnymi kompozycjami, jaki kiedykolwiek Dylan wydał. Druga część umieszczała go wśród najlepszych z ostatnio nagranych albumów.
Producenci David i Don Wasowie, a nie Dylan, wybrali także muzyków do pracy w studiu.
Pierwsza sesja dała kilka utworów. Największe problemy wystąpiły przy nagrywaniu "God Knows" (piosenki jeszcze z sesji do Oh Mercy). Inne nagrane wtedy utwory uległy potem licznym zmianom, np. usunięto gitarę Steviego Raya Vaughana z "Handy Dandy" i wprowadzono organy Koopera będące, na życzenie Dylana, pastiszem organów z "Like a Rolling Stone". Po tej sesji Dylan udał się na europejskie tournée, dlatego ponownie pojawił się w studiu dopiero dwa miesiące później.
Przystąpił wtedy do powtórnego nagrania jednego z utworów z sesji do Oh Mercy, czyli "Most of the Time". Utwór ten stał się zarazem trzecim wideo (nagr. 16 marca) Dylana.
Na następną sesję Was zaprosił grupę NRBQ. Nagrano wspólnie pewnie kilka utworów, lecz nie ma żadnej dokumentacji z tej sesji.
Reszta albumu została nagrana na sesjach w drugiej połowie marca. Dylan nie ułatwiał zadania producentom, nieustannie zmieniając teksty. Działo się to nawet już przy sesjach miksujących. Z sześciu piosenek, które z tych sesji znalazły się na albumie, dwie otrzymały prawie nowy tekst ("2 x 2" i "Unbelievable"), inne uległy drobnym retuszom tekstu, a jedna ("T.V. Talkin' Song") została całkowicie przerobiona i to zarówno jeśli chodzi o tekst i muzykę.

## Muzycy
- Bob Dylan[a] – gitara, harmonijka, śpiew, pianino (sesje 1–6)
- David Lindley – gitara slide (sesje 1, 2, 4)
- Kenny Aronoff – perkusja (sesje 1, 2, 4)
- Don Was – gitara basowa (sejse 1, 4)
- Jimmie Vaughan – gitara (sesja 1)
- Stevie Ray Vaughan – gitara (sesja 1)
- Jamie Muhoberac – organy (sesja 1)
- Paulinho Da Costa – instrumenty perkusyjne (sesja 1)
- Randy Jackson – gitara basowa (sesje 2, 4)
- NRBQ – (sesja 3)[b]
- Waddy Wachtel – gitara (sesje 4, 6)
- Al Kooper – instrumenty klawiszowe (sesje 4, 6)
- Robben Ford – gitara (sesja 4)
- Bruce Hornsby – pianino (sesja 4)
- Slash – gitara (sesja 6)
- Dave Crosby – śpiew towarzyszący (sesja 6)
- George Harrison – gitara (sesja 6)
- Elton John – pianino (sesja 6)
- David McMurray – saksofon (sesja 6)
- Rayse Biggs – trąbka (sesja 6)
- Sweet Pea Atkinson[c] – śpiew towarzyszący
- Sir Harry Bovens – śpiew towarzyszący
- Donald Ray Mitchell – śpiew towarzyszący

## Spis utworów
| 1.  | Wiggle Wiggle     | 2:09  |
|     |                   |       |
| 2.  | Under the Red Sky | 4:09  |
|     |                   |       |
| 3.  | Unbelievable      | 4:06  |
|     |                   |       |
| 4.  | Born in Time      | 3:39  |
|     |                   |       |
| 5.  | T.V. Talkin' Song | 3:02  |
|     |                   |       |
| 6.  | 10,000 Man        | 4:21  |
|     |                   |       |
| 7.  | 2 x 2             | 3:36  |
|     |                   |       |
| 8.  | God Knows         | 3:02  |
|     |                   |       |
| 9.  | Handy Dandy       | 4:03  |
|     |                   |       |
| 10. | Cat's in the Well | 3:20  |
|     |                   |       |
|     |                   | 35:27 |
|     |                   |       |

## Odrzucone utwory
1. Handy Dandy
2. Born in Time
3. T.V. Talkin' Song
4. 2 x 2
5. Shirley Temple Don't Live Here Anumore
6. Unbelievable
7. Born in Time
8. T.V. talkin' Song
9. 2x 2

## Opis albumu
- Producent – Bob Dylan, Don Was, David Was
- Inżynier – Ed Cherney
- Miksowanie – Ed Cherney
- Asystenci inżyniera – Daniel Bosworth, Jim Mitchell, Steve Deutsch, Brett Swain, Judy Kirshner
- Miejsce i czas nagrania

1. Oceanway Studios, Los Angeles, 6 stycznia (album 6, 8, 9, 10; odrzuty 1)
2. Culver City, Culver City, Kalifornia, 2 marca 1990
3. The Complex, Los Angeles, Kalifornia, połowa marca 1990
4. The Complex, Los Angeles, Kalifornia, połowa marca-koniec marca 1990 (album 1, 2, 3, 4, 5, 7; odrzuty 2–5)
5. The Record Plant i The Complex, Los Angeles, Kalifornia [wokalne overdubbingi], koniec marca-pocz. kwietnia (album: 1, 2, 4, 5, 7; odrzuty 6–8)
6. The Record Plant i The Complex, Los Angeles, Kalifornia [instrumentalne overdubbingi], kwiecień (1, 2, 4, 7, 9, 10)

- Koordynacja produkcji – Marsha Burns
- Fotografie – Camouflage Photo
- Czas – 35 min 31 s
- Firma nagraniowa – Columbia
- Numer katalogowy – CK 46794
- Data wydania – 11 września 1990

## Listy przebojów

### Album
| Rok  | Lista                           | Pozycja |
| ---- | ------------------------------- | ------- |
| 1990 | Billboard USA. Albumy popowe    | 38      |
| 1990 | Melody Maker USA. Albumy popowe | 13      |